# District de Kim Bôi
Kim Bôi est un district de la province de Hòa Bình dans la région du Nord-ouest au Viet Nam .

## Géographie
Le district de Kim Bôi a une superficie de 682 km2. 
La capitale du district se trouve à Bo.